# Calvini
Calvini est une commune roumaine située dans le județ de Buzău.